# Vesterø Redningsstation
Vesterø Redningsstation är en tidigare dansk sjöräddningsstation i Vesterø Havn på Læsø i Kattegatt.
Räddningsstationen inrättades 1875 av Det Nørrejydske Redningsvæsen som båt- och raketstation. Denna var den andra räddningsstationen på Læsø efter Østerby Redningsstation, som hade inrättats 1871. Vesterø Havn hade anlagts 1872. Fyren på obebodda ögruppen Nordre Rønner norr om Læsö togs i drift först 1880.
Den första räddningsbåten var Roredningsbåd nr 36, vilken var 9,1 meter lång och hade sänkköl, som tjänstgjorde till 1891. År 1892 fick räddningsstationen två nya båtar och 1919 sin första motorräddningsbåt, MRB nr 6. Denna var 10,2 meter lång och hade en motor på 12 hk. Den tjänstgjorde, med ny och kraftigare motor fram till 1971 och ersattes då av MRB nr 4 från Østerby Redningsstation. 
Det första stationshuset uppfördes 1875 uppe på land nära hamnen. År 1918 flyttades det till hamnen med möjlighet att direkt sjösätta den då nya motorräddningsbåten från byggnaden. Vesterø Redningsstation lades ned 1975. Stationsbyggnaden används idag av Læsø Roklubb. 

## Horneks Redningsstation
En bistation inrättades i Horneks 1891 med båt, men inte med raketapparat. Båten övertogs 1891 från Vesterø. Horneks Redningsstation lades ned 1927. Ungefärligt läge: 57°18′55″N 11°01′22″Ö / 57.31528°N 11.02278°Ö